# كارولين لاتيمر
كارولين لاتيمر (بالإنجليزية: Caroline Latimer)‏ هي عالمة وظائف الأعضاء أمريكية، (ولدت في بالتيمور في الولايات المتحدة 1860 – 1933 م).